# Malawi
Republica Malawi (engleză Republic of Malawi, API: /məˈlɑːwi/; anterior Nyasaland) este un stat fără ieșire la mare din sud-estul Africii. Teritoriul fost sub suveranitate britanică între 1891 și 1964 când a devenit un stat independent, condus de un partid unic, sub președinția lui Hastings Kamuzu Banda. Banda a rămas la putere până în 1994, când a fost învins în alegeri de fostul colaborator Bakili Muluzi. Acesta rămâne la putere până în 2004 când este ales președinte Bingu Mutharika.

## Geografie
Malawi este situat între Zambia, Mozambic și Tanzania. Relieful este alcătuit din podiș, mărginit la est de o porțiune din marele graben est-african, în care se află lacul Nyasa. În partea sud-estică se află masivul Mlanje, care atinge 3.000 de m înălțime. Clima este ecuatorială musonică, cu precipitații bogate în timpul verii australe.

## Istorie
Teritoriul Malawi a fost locuit de triburi bantu. Europenii și-au făcut apariția în secolul al XVIII-lea. În 1891 Malawi a devenit protectorat al Angliei sub denumirea de Nyasaland. În 1964 a fost proclamată independența de stat a Nyasalandului, care a luat numele de Malawi. La 6 iulie 1966 devine republică.

## Politică
În constituția din 18 mai 1995, Malawi este o republică prezidențială, puterea executivă aparține unui cabinet numit și coordonat de președinte, iar cea legislativă de un parlament unicameral, format din Adunarea Națională și președintele acesteia.
În Malawi există mai multe partide printre care: Partidul Congresului din Malawi, Frontul Democrat Unit etc.
După moartea fostului președinte Bingu wa Mutharika, la conducerea statului a urmat noul președinte Joyce Banda.

## Districte
Malawi este împărțită în 27 de distrincte: Balaka, Blantyre, Chikwawa, Chiradzulu, Chitipa, Dedza, Dowa, Karonga, Kasungu, Likoma, Lilongwe, Machinga, Mangochi, Mchinji, Mulanje, Mwanza, Mzimba, Ntcheu, Nkhata Bay, Nkhotakota, Nsanje, Ntchisi, Phalombe, Rumphi, Salima, Thyolo, Zomba.

## Economie
Patru cincimi din forța de lucru este ocupată în agricultură. Culturile principale sunt tutunul, ceaiul, trestia de zahăr și bumbacul.
Extragerea cărbunelui și a calcarului contribuie, de asemenea, la economie. Principalele produse industriale sunt zahărul, berea, țigările, săpunul, produsele chimice și textile. Guvernul actual încearcă sa dezvolte economia de piață, educația, să rezolve problemele mediului înconjurător și problema HIV/SIDA.
Turismul atrage anual cca 600.000 de turiști. Malawi suferă de lipsa accesului direct la Oceanul Planetar. Este puternic dependent de sprijinul financiar extern, cu toate că datoria externă a scăzut semnificativ în ultima perioadă. Balanța comercială este deficitară, principalii parteneri fiind statele din regiune(Africa de Sud, Zimbabwe, Tanzania etc.), Germania și SUA.

## Demografie
Republica Malawi a înregistrat în anul 2002 o populație de 10,7 milioane de locuitori. Capitala Lilongwe avea o populație de 395.000 de locuitori în anul 2002.
Alte orașe: Blantyre, Mzuzu, Zomba.
Limbi oficiale: chichewa, engleza.
Componență etnică: negri bantu în majoritate.
Culte: animism 43%, creștinism 42% (catolici, protestanți), islamism 15%.

## Cultură

### Patrimoniu mondial UNESCO
Până în anul 2011 pe lista patrimoniului mondial UNESCO au fost incluse 2 obiective din această țară.